# Мактум бін Рашид Аль Мактум (стадіон)
«Мактум бін Рашид Аль Мактум» (араб. ملعب مكتوم بن راشد آل مكتوم) — мультиспортивний стадіон, розташований у місті Дубай, Об'єднані Арабські Емірати. Стадіон вміщував до 18 000 місць і був оснащений легкоатлетичними доріжками.

## Загальна інформація
Шейх Мактум бін Рашид Аль Мактум побудував стадіон у 1994 році для проведення матчів Кубка Азії 1996 року в Об'єднаних Арабських Еміратах.
Потім в 2007 році стадіон прийняв товариський матч між збірними Німеччини та Об'єднаними Арабськими Еміратами. Матч закінчився перемогою Німеччини з рахунком 3:0. Саме на цьому матчі був встановлений рекорд відвідуваності стадіону — 17 000 чоловік.
У 2007 і 2008 роках на стадіоні відбулися два товариських футбольних турніри серед клубів на Кубок Дубая, які виграли португальська «Бенфіка» та італійський «Інтер» відповідно.